# Szehener
Szehener (zḥnr, alternatív olvasat: Szeheneszer vagy Szehefener) ókori egyiptomi hercegnő volt a II. dinasztia idején. Nem tudni, melyik uralkodó idejében élt.

## Személyazonossága
Szehener nevének olvasata bizonytalan. James Edward Quibell a Szehener vagy Szeheneszer, Hartwig Altenmüller a Szehefener olvasatot javasolja. A hercegnő egyetlen, díszes sztéléről ismert, melyet Quibell talált a szakkarai 2146-E masztaba sírkamrájában. Szépen csiszolt mészkőből készült, mérete 112×52 cm. Az áldozati jelenet a sztélé közepén 57×42 cm. A kép a hercegnőt ülve ábrázolja, szépen göndörített haja hosszú, finoman kidolgozott fonatokban végződik. Szoros ruhát visel, bal válla fölött tjet-csomó formában megkötve, nyakában gyöngysor. 
Szehener az ábrázoláson jobb felé néz és az áldozati asztalon lévő kenyér vagy sütemény felé nyúl. A kép jobb felét a hagyományos módon ábrázolt áldozati ételek teszik ki. A teljes jelenetet hosszú lista veszi körül, melyek a sírba került javakat ábrázolják, hieroglif nevükkel és mennyiségükkel együtt. Ez a sztélé lehet a legkorábbi ismert példa erre.
A sztélét díszítésének stílusa alapján Quibell és Altenmüller a II. dinasztia korának közepére vagy végére datálják. Szehener életéről semmit nem tudni, a sztélé alapján azonban gazdag és befolyásos lehetett.
Szehener sírja, a 2146-E jelű kis masztabasír erősen károsodott, belsejének nagy részét rablók pusztították el. A sír folyosóból és a belőle nyíló egyetlen sírkamrából állt. A sztélé eredetileg itt állhatott, ahogy az a II. dinasztia idején szokás volt.